# Falkenberg

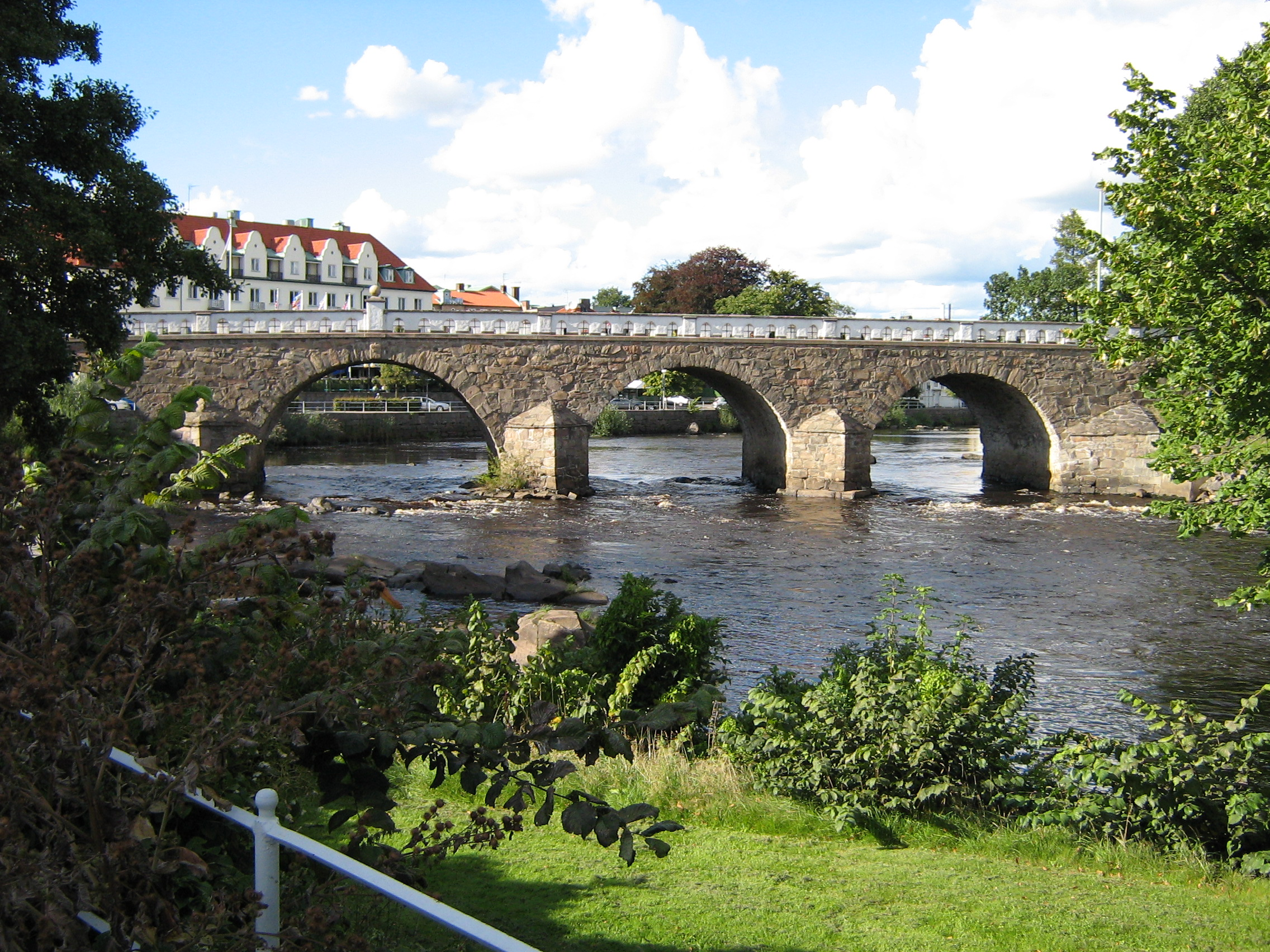
Falkenberg e a ponte Tullbron

Falkenberg ( PRONÚNCIA) é uma cidade sueca situada na província histórica de Halland, no sul do país. 
Tem cerca de 20 035 habitantes, e é sede do município de Falkenberg, pertencente ao condado de Halland.
Fica situada na foz do rio Ätran, junto ao estreito do Categate. No verão é visitada por muitos turistas, atraídos pelas praias da região, com destaque para Skrea strand.